# Gropkeramiska kulturen

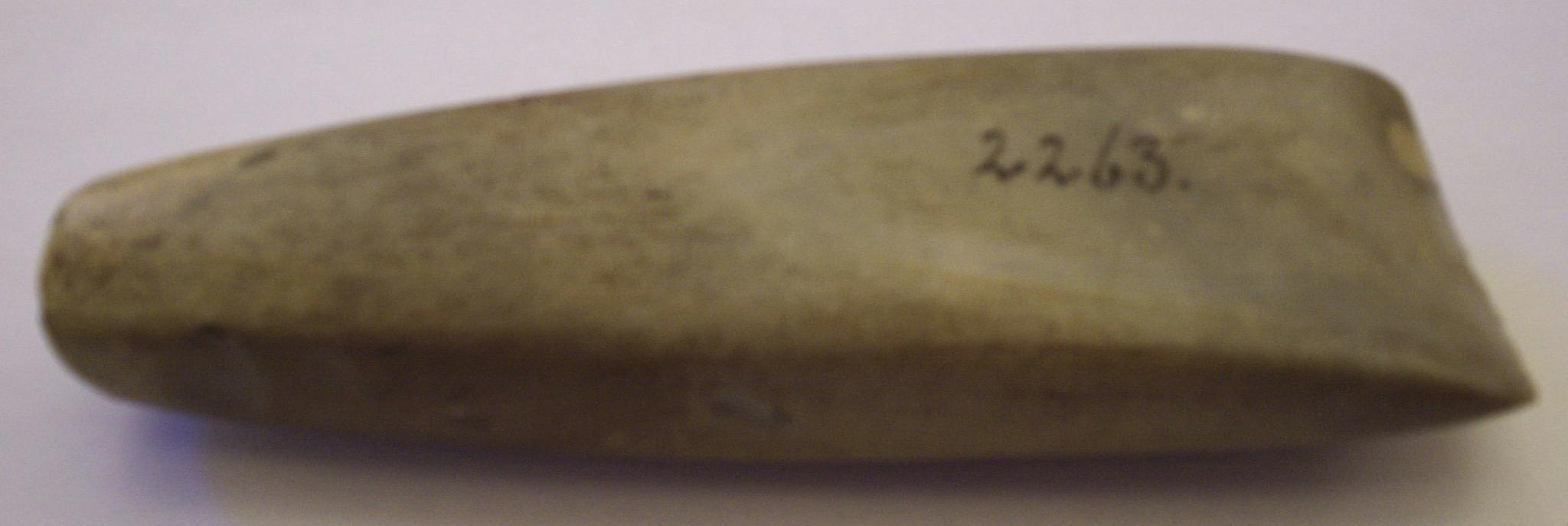
Tväryxa från Västergötland, tillkommen under den Gropkeramiska eran, användes ofta till träarbeten och båtbyggen.

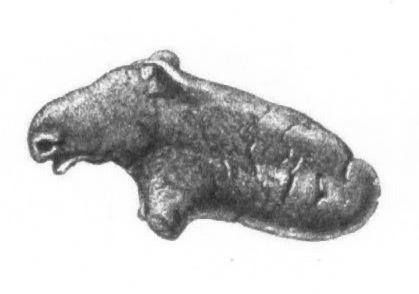
Älgfigur från Åloppe i Uppland

Den gropkeramiska kulturen (GRK) var en jägar-samlarkultur i södra Skandinavien. Den uppträdde under neolitikum (ca. 3200 f.Kr.-2300 f.Kr), i huvudsak längs kuster och vid stora sjöar. GRK var samtida med Skandinaviens första jordbrukskultur, den så kallade trattbägarkulturen (TRB), och även med den senare jordbrukande snörkeramiska kulturen. GRK uppträder först i Östsverige och sprider sig väster och söderut, som längst ända till norra Danmark. DNA-studier visar att moderna svenskar till viss del härstammar ifrån den gropkeramiska kulturen, men att finnar och ester visar på ett mycket större släktskap med kulturen.
Tidigare ansågs GRK:s uppkomst återspegla en ändrad ekonomi bland tidigare jordbrukande folk, men idag beskrivs kulturen som följden av en immigrationsvåg från nordöst, som inte blandade sig med jordbrukande folk på länge. Till grund för detta ligger tester av mitokondriellt DNA hos ett antal individer ur den gropkeramiska kulturen respektive trattbägarkulturen från Gotland och Västergötland. Dessa pekar på att dessa två kulturer befolkades av olika genetiska populationer. Undersökta individer från gropkeramiska lokaler på Gotland hade också en lägre frekvens av den gen som gör att vuxna kan dricka mjölk, jämfört med individer som tillskrivs ursprung i trattbägarkulturen funna på Öland och i Västergötland.
Till jaktvapen användes en speciell spånspjutspets av flinta men också harpuner av ben. Den gropkeramiska kulturen var dock inte ett utpräglat jägar-samlarsamhälle, utan det var snarare fråga om en blandekonomi med inslag av sälfångst, jakt, fiske och tamdjurshållning, främst svin. Det är även möjligt att man odlade olika grödor, men då i markant mindre utsträckning än hos grannarna i trattbägarkulturen.

## Keramiken

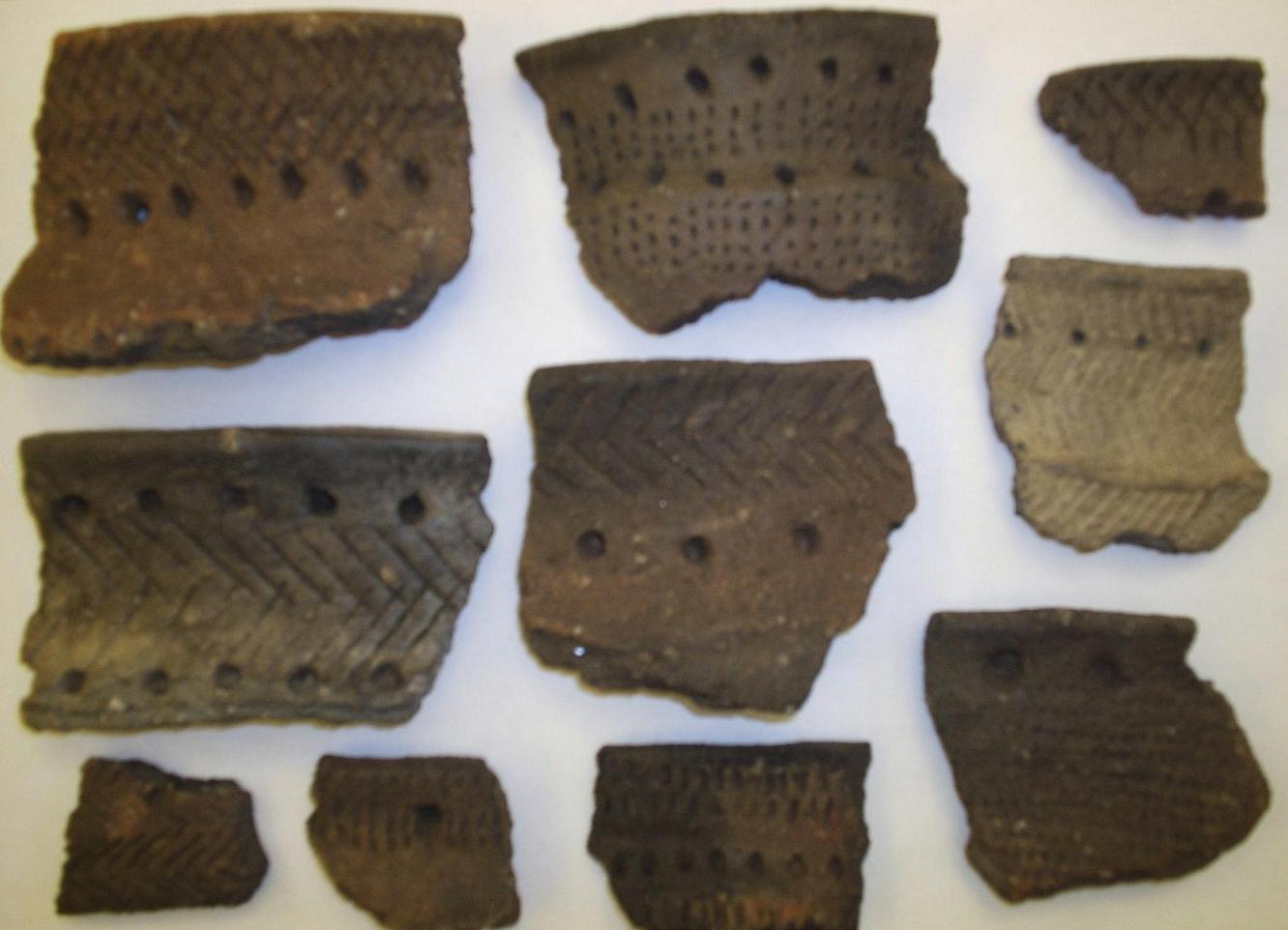
Gropkeramik, boplatsfynd från Grammahagen i Mjällby socken i Blekinge.

Den keramikform som gett sitt namn till denna kultur, gropkeramiken, är teknologiskt sett en naturlig utveckling av trattbägarböndernas keramiktradition och implicerar på intet sätt ett kulturbrott eller inflytande utifrån. Gropkeramiken har namngetts på grund av de karaktäristiska gropar som påförts kärlen medelst en pinne eller motsvarande. Dessa gropars funktion består förmodligen i att de förhindrar de oftast stora och grova kärlen från att spricka vid bränningen.
Förutom dessa gropar uppvisar keramiken även ett stort antal av andra dekorelement. Keramiken har ofta spetsig eller tappformad bottnad. Förutom själva keramiken, och de karakteristiska tångespetsarna av spån, finns egentligen inga föremålsformer som otvetydigt kan tjäna som ledartefakter för den gropkeramiska kulturen även om kvarts, skifferspetsar och möjligen dubbeleggade yxor av sten kan associeras med kulturen. Den gropkeramiska kulturen är främst ett mellanneolitiskt fenomen även om somliga menar att kulturen i viss mån kan påvisas både i tidig- och senneolitikum.[källa behövs]
På ett antal senneolitiska boplatser främst i Östergötland och Uppland förekommer den keramik som benämns Tredje gruppen, och som påminner både om gropkeramik och snörkeramik.
Några kända gropkeramiska boplatser i Sverige är: Säter, Fagerviksboplatsen (en stenåldersboplats i Krokeks socken, Norrköpings kommun), Alvastra pålbyggnad i Östergötland; Orsandboplatsen i Dalarna, Ajvideboplatsen och Stora förvar på Stora Karlsö på Gotland, Sittesta på Södertörn, Återvall på Ingarö och Norvik vid Nynäshamn i Södermanland, Åloppe-Mjölkboboplatsen och Tråsätra i Uppland samt Jettböle på Åland.